# Dayah Kumba
Dayah Kumba is een bestuurslaag in het regentschap Pidie van de provincie Atjeh, Indonesië. Dayah Kumba telt 251 inwoners (volkstelling 2010).